# Plantago australis hirtella
Plantago australis subsp. hirtella es una planta perteneciente a la familia Plantaginaceae. El género Plantago está constituido por plantas herbáceas, anuales o perennes, cáudice corto; hojas por lo general dispuestas en rosetas basales, base con frecuencia envainante; inflorescencias en forma de espigas, a menudo muy alargadas, la espiga con una o muchas flores; estas actinomorfas, casi siempre hermafroditas, sésiles en las axilas de las brácteas, frecuentemente tan largas y anchas como los sépalos; cáliz 4-partido, por lo general de lóbulos desiguales, los posteriores más grandes, con márgenes escariosos; corola gamopétala, 4-lobulada, escariosa, el tubo cilíndrico o encogido hacia la parte inferior del cuello, los lóbulos reflejos en la antesis, algunas veces cerrados; estambres 4, anteras versátiles, de dehiscencia longitudinal; óvulos 1 a varios en cada lóculo, estigma alargado; fruto capsular, rara vez dehiscente por debajo de la mitad.

## Descripción
Planta de 5 a 60 cm de alto; peciolo de (0.5)1 a 6(12) cm de largo, lámina ovada a elíptica, en escasas ocasiones lanceolada o espatulada, de 2 a 15 cm de largo por 1 a 5.1 cm de ancho, por lo general pilosa a glabra en el haz, casi siempre ligeramente dentada; inflorescencias 1 a 6(14) por individuo, pedúnculo de 2.5 a 34 cm de largo, espigas de 2 a 29 cm de largo, brácteas lanceoladas, en raras ocasiones ovadolanceoladas, de 1.7 a 3 mm de largo por 0.5 a 0.8(1) mm de ancho, ciliadas; semillas 3 por cápsula, en ocasiones 2 en la parte superior de la espiga, de (1.3)1.5 a 2 mm de largo, oliváceas a oliváceas-oscuras hasta negras.

## Distribución
Guanajuato, Querétaro y Michoacán.

## Hábitat
Crece en una gran variedad de ambientes, tales como el bosque de oyamel, bosque de pino, bosque de pino-encino, bosque de encino, bosque mesófilo de montaña, así como en pastizales y vegetación secundaria derivada de las anteriores asociaciones vegetales. Altitud (500)1800-2900 m s. n. m. Se ha colectado en floración y fructificación de junio a enero.

## Estado de conservación
No se encuentra bajo algún estatus de protección.